# Jean Lannes
Jean Lannes (Lectoure, 10 aprile 1769 – Ebersdorf, 31 maggio 1809) è stato un generale francese, Maresciallo dell'Impero e duca di Montebello.
Lannes fu uno degli uomini più fedeli a Napoleone, avendo lavorato al suo fianco a partire dai primi giorni della campagna d'Italia e seguendolo in tutte le campagne successive, sino alla sua prematura scomparsa. I due avevano ottimi rapporti, tanto da considerarsi a vicenda come migliori amici. Nonostante il carattere forte ed a volte eccessivamente iracondo, fu un generale molto affidabile ed altrettanto capace, dotato di eccezionale coraggio ed assoluta risolutezza. Il vuoto lasciato dalla sua scomparsa nell'esercito non fu mai pienamente colmato.

## Biografia

### Dai primi anni alla guerra della Prima coalizione
Jean Lannes nacque a Lectoure, nel dipartimento del Gers, il 10 aprile 1769. Il padre portava il suo stesso nome mentre la madre si chiamava Cécile Fouraignan. La sua famiglia era povera ma molto rispettata dalla comunità locale: la coppia aveva in tutto cinque figli ed una figlia ed erano dei piccoli proprietari terrieri, spesso venendo coinvolti nella compravendita dei terreni agricoli. Nonostante le difficoltà economiche, Lannes iniziò a studiare presso il collegio della sua città natale, prima che la bancarotta di un agricoltore, del quale il padre di Lannes era garante, fece scomparire le poche fortune della famiglia, costringendo il futuro maresciallo a rinunciare agli studi e ad intraprendere il mestiere di tintore. Nel giugno 1792, dopo un decreto dell'Assemblea legislativa, si unì ai due battaglioni di volontari del suo dipartimento, ottenendo il 20 giugno la promozione a sottotenente. Il giovane sottufficiale venne quindi inviato a combattere sul fronte spagnolo, precisamente nell'Armata dei Pirenei Orientali. Lannes acquisì rapidamente esperienza combattendo sul fronte e diede altrettanto celermente prova delle sue innate abilità militari: il suo zelo, la sua intelligenza e la sua bravura gli consentirono di avanzare velocemente di grado, ottenendo in rapida successione le promozioni a tenente, sergente maggiore e capitano prima della fine del 1793.

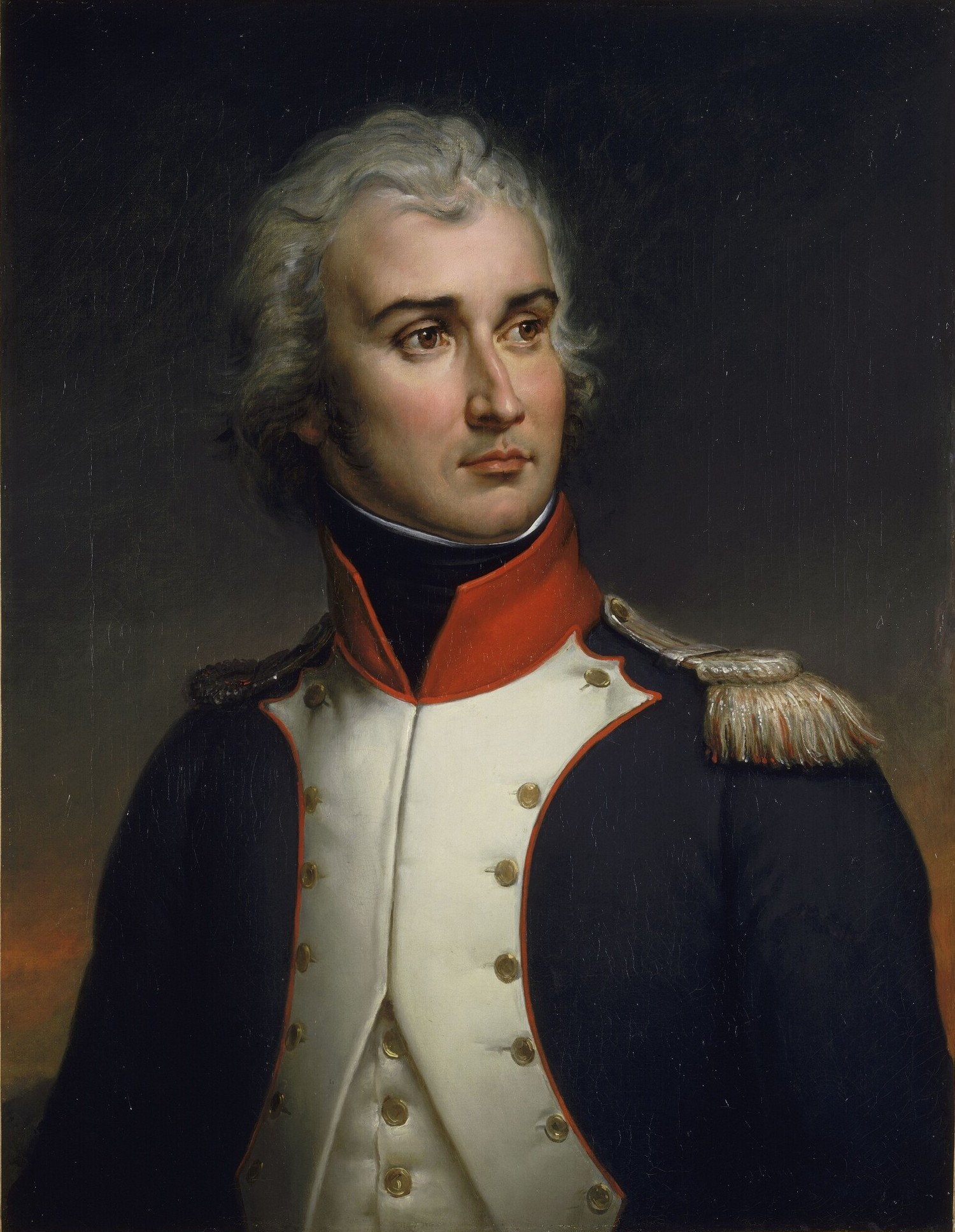
Jean Lannes

Lannes prese parte ai movimenti che portarono alla perdita delle posizioni di Port-Vendres, Collioure e Banyuls. Fu ferito il 30 ottobre 1793 nel corso della battaglia di Banyuls da una pallottola che gli trapassò il braccio sinistro. Fu quindi inviato in ambulanza a Perpignano per essere curato. Ripresosi parzialmente dalla ferita, venne richiamato al fronte dal generale Basset, che ne aveva riconosciuto il talento, e il 23 dicembre partecipò all'assalto delle posizioni spagnole a Villelongue, a capo di 500 granatieri: Lannes terminò la giornata dopo aver catturato 19 cannoni e preso diverse postazioni nemiche, inclusa la loro ridotta principale. Dopo essersi guadagnato ulteriormente la stima ed i complimenti del suo comandante, due giorni dopo, il 25 dicembre, fu promosso a chef de brigade. Tornato a Perpignano per proseguire nella guarigione, conobbe Paulette Méric, figlia di un banchiere e sua futura prima moglie. Ripresosi completamente dalle ferite nel 1794, fu messo nella divisione del generale Pérignon, sotto il comando di Dugommier: prese parte agli scontri di Boulou e alla difesa della ridotta di Montesquiou, difendendo coraggiosamente la posizione. Al termine della battaglia, fu nominato tra i soldati che si erano maggiormente distinti e fu chiesto a lui di riaccompagnare gli emigré francesi in territorio spagnolo per salvarli da una condanna a morte. Ebbe nuovamente occasione di distinguersi qualche mese più tardi: dopo la morte di Dugommier nel corso della battaglia di Ripoll, l'esercito francese si ritrovò improvvisamente in difficoltà. Una frettolosa ritirata aveva lasciato alcuni reparti dell'esercito francese sul punto di essere circondati dagli spagnoli: Lannes fu distaccato in loro soccorso e riuscì a salvare la divisione Lemoine dall'accerchiamento.
Passati dei mesi, Lannes era convolato a nozze il 19 marzo 1795. Sul fronte, invece, erano altre le novità: qualche settimana dopo l'arrivo del generale Schérer, nel luglio 1795, le due parti firmarono un accordo di pace a Basilea e l'intera divisione Augereau, nella quale Lannes stava prestando servizio, venne trasferita a combattere sul fronte italiano. In realtà, in seguito alla riforma della struttura dell'Armata d'Italia da parte del Direttorio il 9 termidoro 1795, Lannes, in quanto ufficiale più giovane, sarebbe dovuto essere congedato, ma si mise in lista come volontario. Giunto in Liguria, partecipò alla battaglia di Loano, mettendosi in risalto per l'ennesima volta. Prese il comando del 99° reggimento di fanteria di linea il 1 marzo 1796, poco prima dell'arrivo di Bonaparte.

### L'ascesa al servizio di Bonaparte

#### La Prima Campagna d'Italia

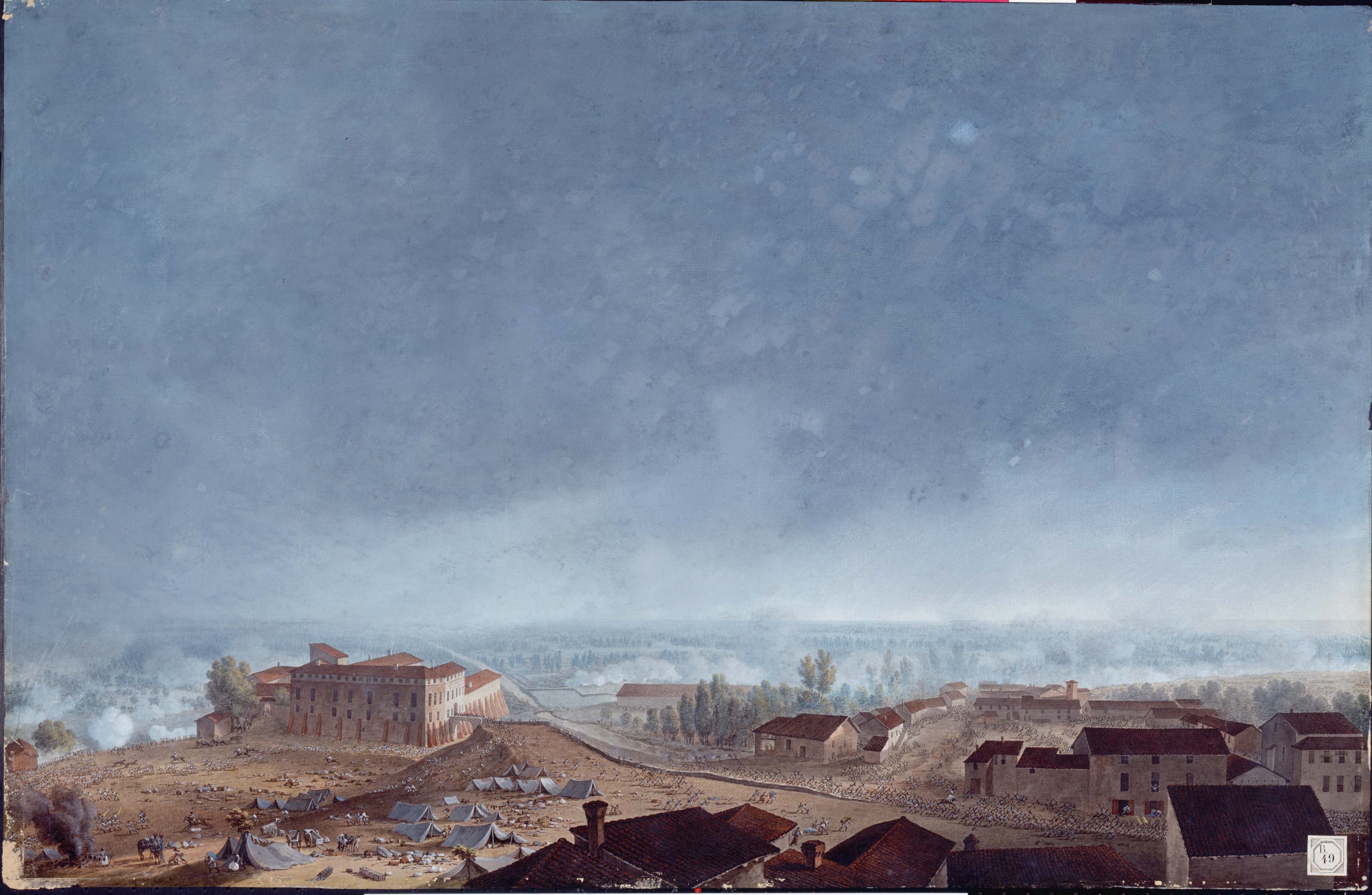
Giuseppe Pietro Bagetti, Battaglia di Fombio (8 maggio 1796)

L'arrivo di Bonaparte al comando dell'Armata d'Italia coincise con l'ascesa di Lannes ai vertici dell'esercito francese. Il 10 aprile 1796 combatté sotto il generale Cervoni a Voltri. Il 14 aprile combatté a Millesimo ed il giorno seguente, a Dego, si fece notare per la prima volta da Napoleone mentre dirigeva il proprio reggimento alla riconquista della cittadina, momentaneamente ripresa dalle forze austriache. Per l'eccellente prestazione sul campo di battaglia, fu nominato immediatamente comandante della 69ª semibrigata. A seguito di questi eventi, Lannes entrò nelle grazie di Napoleone, diventando il comandante della sua avanguardia, ruolo che occupò più o meno stabilmente negli anni a venire. Dopo la resa del Regno di Sardegna, Lannes fu incaricato di guidare uno dei battaglioni dell'avanguardia a Fombio, cosa che fece egregiamente, creando una testa di ponte sulla riva settentrionale del Po. Dopo che l'esercito ebbe attraversato il fiume, si diresse verso Lodi, dove fu uno dei primi ufficiali ad arrivare sulla scena e a tentare di attraversare il ponte. Al termine dello scontro, venne messo a comando di uno dei quattro battaglioni del corpo di avanguardia del generale Kilmaine. Fu in seguito incaricato di sopprimere i moti rivoltosi di Pavia e di Binasco e di assaltare il ponte di Borghetto. In seguito alla scampata cattura di Napoleone da parte degli austriaci, fu incaricato momentaneamente di gestire la sicurezza del comandante dell'esercito.

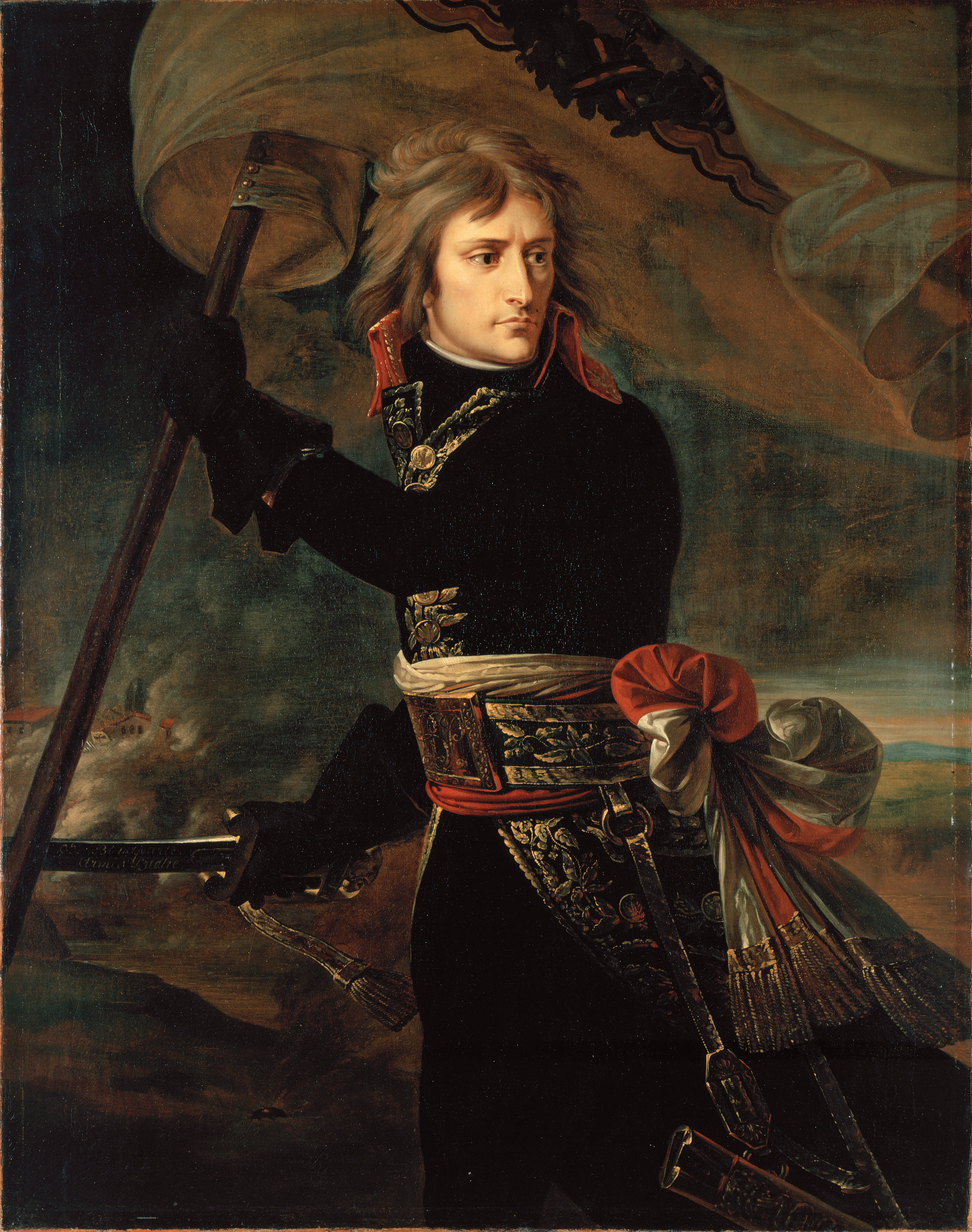
Napoleone guida la carica dei francesi, portando una bandiera sul ponte di Arcole

Dopo l'inizio dell'assedio di Mantova, Lannes fu inserito all'interno della divisione Vaubois, che aveva il compito di sottomettere la Toscana e predarne le ricchezze. Al suo ritorno in Lombardia, dopo aver eseguito la missione affidatagli, ottenne la nomina provvisoria a generale di brigata da parte di Napoleone. Partecipò all'inseguimento dell'esercito di Wurmser nelle valli dell'Adige e del Brenta, culminato con la battaglia di Bassano: in tale occasione Lannes si distinse nuovamente, venendo anche ferito in maniera lieve. Qualche giorno dopo, a Governolo, fu ferito in maniera più grave mentre le forze di Bon, sostituto momentaneo di Augereau, sconfiggevano una colonna di 4000 austriaci. Qualche mese più tardi, mentre le forze del generale austriaco Alvinczy si stavano dirigendo verso Mantova, l'esercito francese tentò di fermarle prima a Caldiero e poi ad Arcole: Lannes prese parte ad entrambi gli scontri, distinguendosi in particolar modo nel secondo. Infatti, il generale, non ancora pienamente guarito dagli scontri precedenti e già ferito altre due volte nel corso di questa battaglia, venne portato a Ronco per essere curato; quando seppe della difficile situazione della divisione di Augereau, montò immediatamente a cavallo per contribuire alla causa francese: alla guida di un battaglione di granatieri, respinse gli austriaci che avevano passato il ponte di Arcole e si stavano avvicinando a Bonaparte, caduto nelle paludi dietro alla riva dell'Alpone, venendo ferito per la terza volta in un giorno. La bandiera che Bonaparte sventolava sul ponte di Arcole fu in seguito inviata al Direttorio, restituita al comandante dell'armata che a sua volta la donò a Lannes, in segno di gratitudine e riconoscenza.
Ripresosi dalle ferite, venne messo a comando di una colonna mobile nei pressi di Bologna a dicembre. Rimase in Emilia-Romagna per i mesi successivi, partecipando brevemente ad alcuni combattimenti ad Anghiari contro le forze di Provera. Tornato in Emilia-Romagna, prese parte alla battaglia di Faenza contro le forze papali e poi alla presa di Ancona, assistendo il generale Victor. Il 17 marzo, la sua promozione a generale di brigata fu ratificata dal Direttorio. Dopo la firma dei trattati di Leoben e di Campoformio, accompagnò Bonaparte a Parigi, diventandone amico intimo: fu tra i pochi ufficiali che il futuro imperatore portò con sé durante l'ispezione del porto di Boulogne per i preparativi dell'invasione dell'Inghilterra.

#### Egitto, Francia e di nuovo Italia

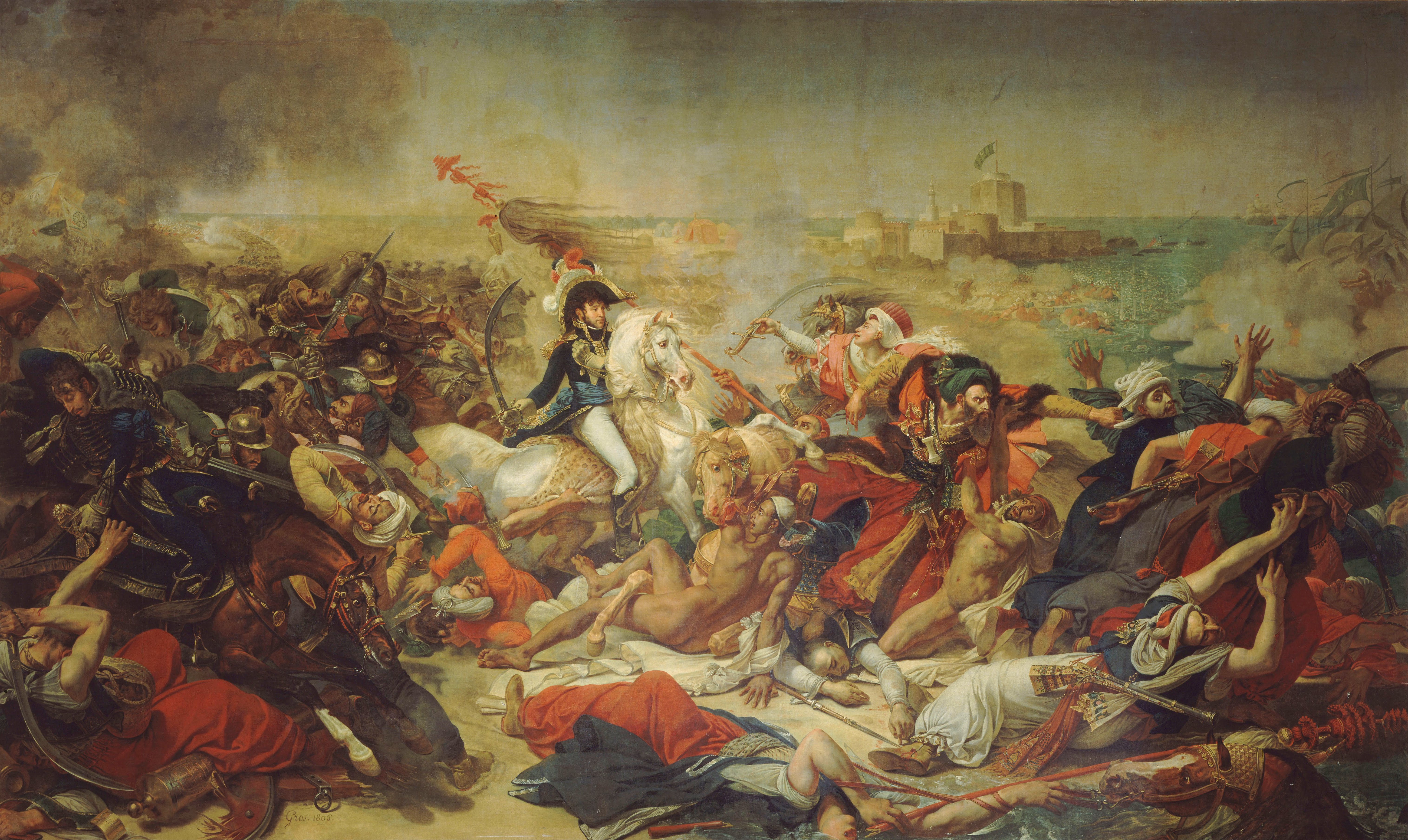
La battaglia di Abukir, l'ultimo scontro diretto da Bonaparte in Egitto

Assegnato formalmente all'Armata d'Inghilterra, rinominata "Armata d'Oriente" dopo l'approvazione del Direttorio, Lannes si spostò a Tolone, città dalla quale si credermi imbarcato assieme al resto dell'esercito di Bonaparte alla volta del Medio Oriente. Partiti nel maggio 1798, dopo aver catturato l'isola di Malta, i francesi giunsero in Egitto a luglio. Inizialmente al comando di una brigata nella divisione Kléber, venne poi spostato provvisoriamente a comando della divisione Menou. Si distinse nella presa di Alessandria, occupando in seguito Rosetta. Prese poi parte alle battaglie di Shubra Khit e delle piramidi. Dopo l'occupazione militare dell'Egitto settentrionale da parte dei francesi, ebbe un ruolo importante nella soppressione della rivolta al Cairo il 21 ottobre. Il febbraio successivo partì assieme a Bonaparte per una ulteriore spedizione verso la Siria e la Palestina, venendo incaricato del comando di una delle divisioni. Combatté nella presa di Gaza e negli assedi di al-Arish e di Giaffa. In quest'ultimo scontro, furono gli uomini di Lannes ad entrare per primi in città e a commettere le prime atrocità contro i soldati islamici e la popolazione civile. Prese successivamente parte all'assedio di San Giovanni d'Acri: nonostante due mesi di assedio ed i ripetuti assalti dei repubblicani, nei quali Lannes rimase ferito numerose volte, la fortezza, difesa da Jazzar Pascià e supportata da alcuni vascelli inglesi, non cadde nelle mani dei francesi, che dovettero abbandonare i loro progetti ed incamminarsi nuovamente verso l'Egitto. Fu durante gli ultimi giorni dell'assedio, precisamente il 10 maggio, che, in seguito alla morte del generale Bon, Napoleone promosse in via provvisoria Lannes a generale di divisione, in attesa delle conferma da parte del Direttorio. Tornati in Egitto, gli uomini di Bonaparte si diressero rapidamente verso Abukir, dove un grosso contingente turco era sbarcato per riprendere pieno possesso dell'Egitto. Napoleone decise di stroncare sul nascere questo tentativo: nel corso dello scontro, nel quale i turchi furono del tutto annientati, Lannes fu gravemente ferito ad una gamba mentre stava conquistando una ridotta. La condotta incredibile di Lannes e dei suoi uomini cementò la sua reputazione di militare tenace e di ottimo leader sul campo di battaglia: con la sua sola divisione aveva fatto indietreggiare i turchi sino a costringerli in mare, dove in molti annegarono. Dopo un breve ricovero all'ospedale di Alessandria, Lannes fu uno dei sette ufficiali che lasciarono l'Egitto assieme a Napoleone per tornare in Francia a bordo della nave Muiron.

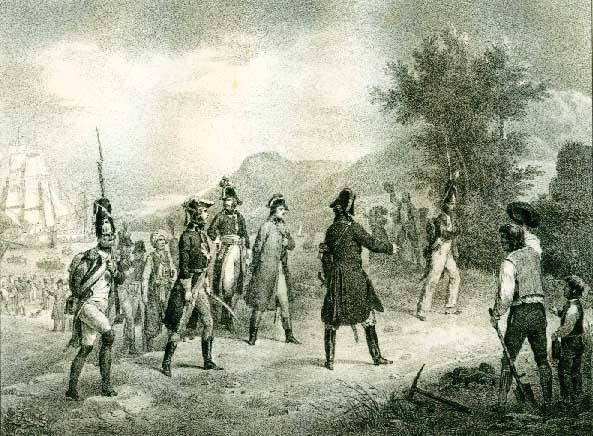
Napoleone e Lannes sbarcano a Fréjus nell'ottobre 1799

Raggiunta la Francia, i francesi furono accolti dalla popolazione festante di Fréjus, lieta di riaccogliere Bonaparte e i suoi uomini più fedeli. Le mire politiche di Bonaparte, che intendeva prendere per sé il potere, si scontravano con il personale credo di Lannes, convinto repubblicano, ma il generale francese non riuscì a mettere da parte il proprio attaccamento al comandante corso e decise di supportarlo nelle sue trame. Bonaparte, assieme ai suoi ufficiali "egiziani" e a qualche altro influente membro dell'esercito, come Moreau e Lefebvre, mise in atto un colpo di Stato il 18 brumaio: mentre il comandante corso, supportato dal fratello Luciano, disperdeva i membri della Camera dei Cinquecento, le altre forze golpiste si impegnarono ad occupare i punti strategici della capitale francese. Lannes, in particolare, fu incaricato di occupare il Palazzo delle Tuileries e la zona circostante. Due giorni dopo, Lannes fu ufficialmente promosso a generale di divisione da Bonaparte e messo a comando della 9ª e della 10ª divisione militare, di stanza a Perpignano, nella sua regione di nascita. Il suo compito era di monitorare l'opinione pubblica sul nuovo governo, tentare di legittimare la presa di potere del 18 brumaio e mantenere la calma all'interno della regione. Invece, per quanto concernesse la vita privata del futuro maresciallo, dopo essere tornato in Francia lui e la moglie divorziarono, nonostante un figlio fosse già nato dalla loro relazione.

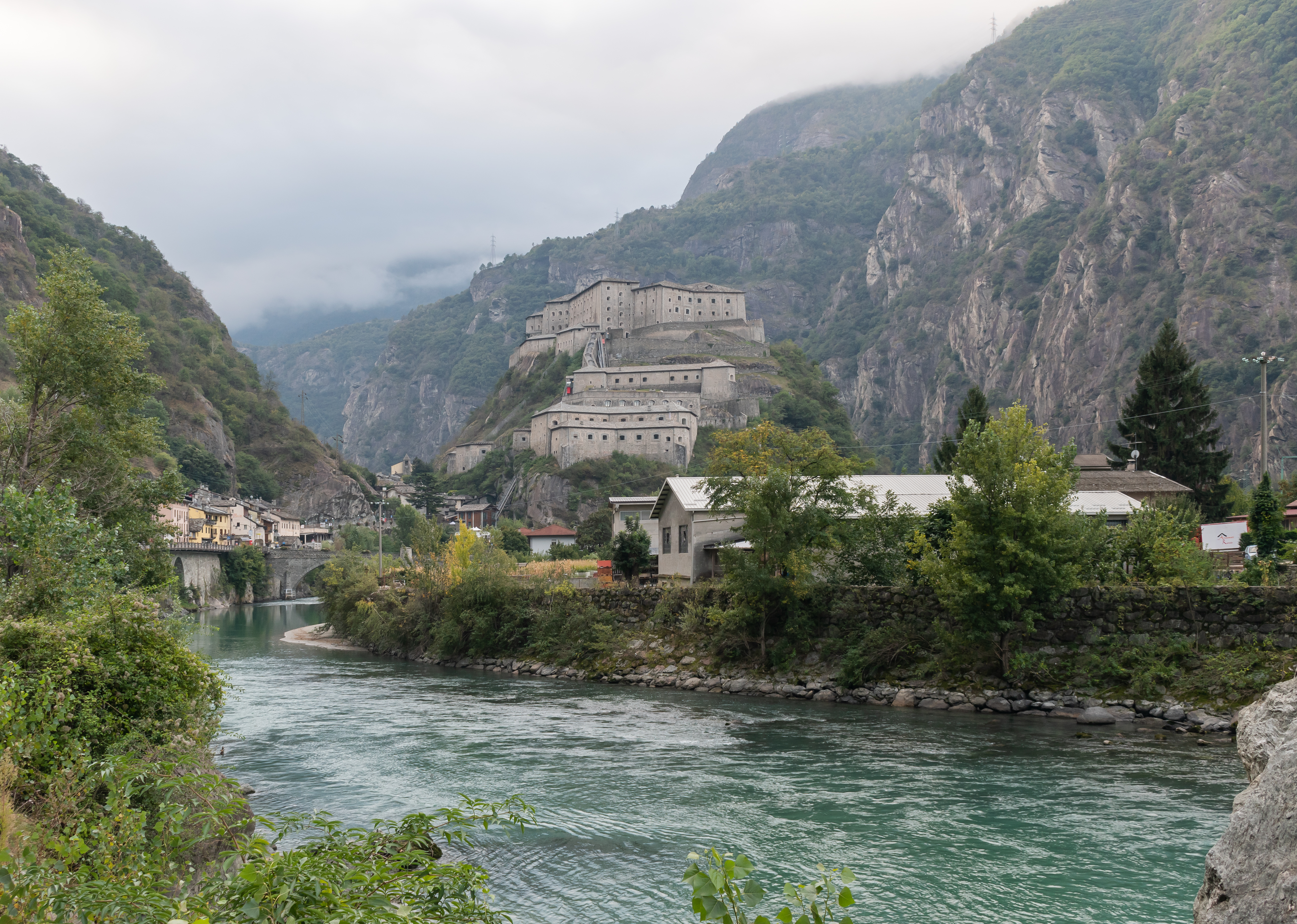
Il forte di Bard

Dopo diversi mesi, il 18 marzo 1800, Lannes venne convocato a Parigi: venne informato dei piani per l'Armata di Riserva e nominato comandante della sua 4ª divisione. Inoltre, per la sua estrema fedeltà e per le capacità dimostrate, Berthier, Ministro della Guerra di Bonaparte, lo mise a capo della Guardia Consolare, l'unità d'élite destinata a proteggere il capo del governo francese. Lannes venne incaricato di dirigere l'avanguardia dell'esercito: aveva a sua disposizione la divisione di fanteria del generale Watrin, la semibrigata del generale Mainoni e la brigata di cavalleria del generale Rivaud. Con queste forze avrebbe dovuto attraversare per primo le Alpi, liberare il passaggio per l'esercito sino ad Aosta e poi proseguire verso il Piemonte. Una volta giunta la notizia dei trionfi dell'Armata del Reno, il 13 maggio, Lannes partì con la sua avanguardia, superando il Gran San Bernardo e raggiungendo Aosta il 16 maggio, data impostagli da Bonaparte. Due giorni dopo, il 18 maggio, sconfisse alcuni reparti nemici a Châtillon. Tentò di progredire ulteriormente, ma la sua avanzata si fermò sotto al Forte di Bard, la sua posizione rendeva estremamente complesso e costoso un attacco frontale. Dopo diversi giorni di stallo, i francesi aggirarono il forte e scesero in Pianura Padana: dopo aver occupato Ivrea il 22 maggio, le forze di Lannes si scontrarono con gli austriaci lungo la Chiusella a Romano Canavese il 26 maggio, sconfiggendo gli imperiali e proseguendo nella loro avanzata. Due giorni dopo, fu inviato in un'azione diversiva su Chivasso, tentando di attirare le attenzioni degli austriaci su Torino, mentre il grosso delle forze francesi si stava dirigendo sul Ticino, in procinto di raggiungere Milano, cosa fatta il 2 giugno. Nel frattempo, la divisione di Lannes occupò Pavia, preparandosi ad attraversare il Po a breve. 

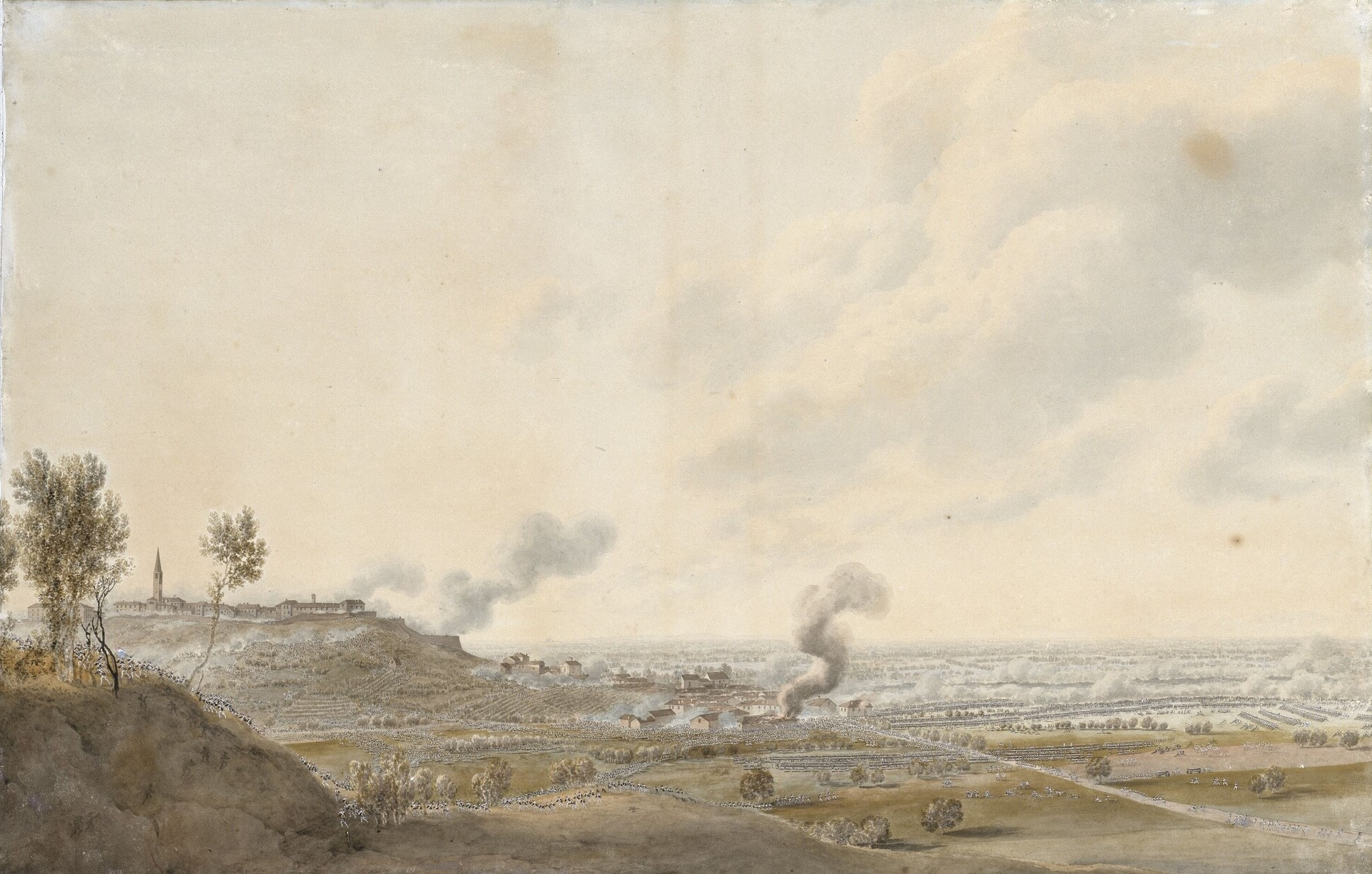
Il primo attacco dei francesi a Montebello

La capitolazione della città di Genova, dove Massena, assediato dal Melas, aveva resistito fin che era possibile, avvenuta il 4 giugno fece cambiare precipitosamente i piani a Napoleone e ne seguì un periodo di incertezza, per i generali francesi, causa i reiterati cambi di disposizioni da parte del comandante in capo. Avanzando verso Casteggio, il 9 giugno Lannes si trovò di fronte, nei pressi di Montebello, le forze soverchianti del generale austriaco Ott, che aveva a disposizione circa 18.000 effettivi contro i poco meno di 8.000 di Lannes ma quest'ultimo non esitò a dare battaglia. L'intervento del generale Victor, che con oltre 5.000 aggirò lo schieramento austriaco, risolse la battaglia a favore dei francesi. Partecipò poi alla battaglia di Marengo il 14 giugno, che fu risolutiva per la seconda campagna d'Italia. Ebbe un ruolo fondamentale nello stabilizzare la linea francese nelle prime fasi della battaglia sul canale del Fontanone.
Nel 1801 fu allontanato dall'esercito a causa di uno scandalo finanziario e fu inviato come ambasciatore a Lisbona ove diede una mediocre prova di diplomatico, essendo persona dal carattere franco ed irruente. Tuttavia già nel 1804 fu tra gli insigniti del grado di Maresciallo di Francia, fu uno dei marescialli massoni. 

### Sotto l'Impero
Nel 1805 gli fu affidato il comando del 5º Corpo d'armata nella Grande Armée. In questa veste partecipò alla guerra della terza coalizione, cioè alle battaglie di Ulma (settembre-ottobre 1805), ed il 12 novembre mise in atto con Murat la beffa del ponte di Vienna. Nei giorni precedenti, Murat e Soult tentarono di far ricredere Napoleone sulla sua decisione di affrontare i russi ad Austerlitz. I due, sapendo che Napoleone tendeva ad ascoltare e a fidarsi dei consigli di Lannes, si rivolsero a lui per intercedere con l'imperatore. Lannes, convinto, parlò con Napoleone. Questi, sorpreso, rispose che non poteva essere di Lannes quest'idea. Tirati in ballo, Murat e Soult rinnegarono le loro idee, schierandosi apertamente a favore del piano originale. Lannes si infuriò e sfidò i due ad un duello con le pistole, cosa fortunatamente impedita sul nascere da Napoleone.

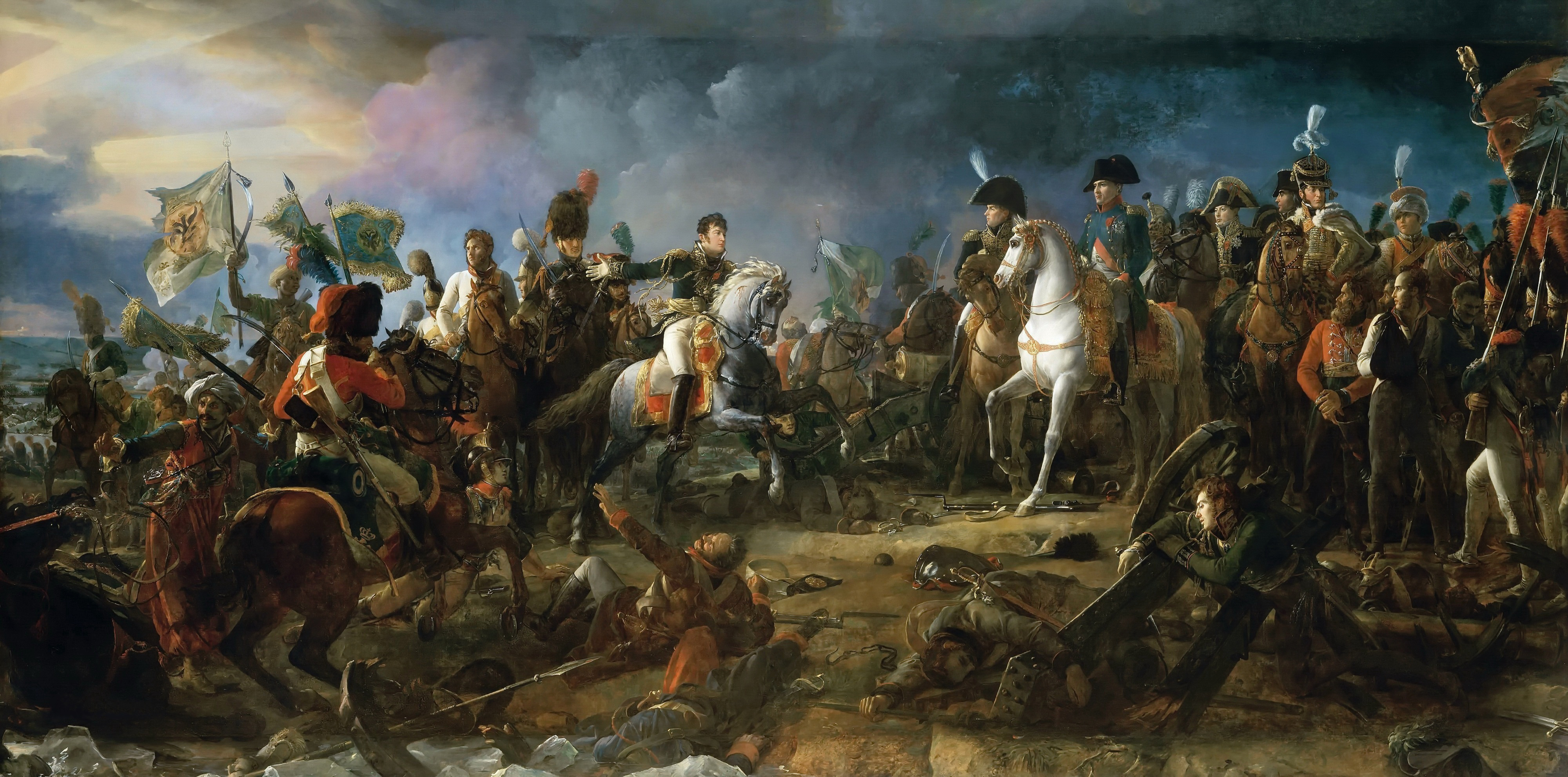
Il generale Rapp annuncia la vittoria dei francesi a Napoleone

Nella battaglia di Austerlitz gli fu affidata la difesa della collinetta del Santon. Nel corso della battaglia dovette resistere ad un furioso attacco della artiglieria prima e della fanteria poi del generale russo Bagration per poi prendere l'iniziativa e sgominare il reparto del generale Blasowitz. Nonostante il suo corpo d'armata fosse costituito in gran parte da reclute, Lannes riuscì così bene nel compito assegnatogli da Napoleone che a metà giornata aveva già tagliato fuori truppe russe del generale Bagration dai collegamenti con quelle alleate. Nel bollettino ufficiale, Napoleone affermò che Lannes avrebbe potuto fare un lavoro migliore con le truppe che gli furono date. Queste fece infuriare il maresciallo, che abbandonò l'esercito e fece ritorno in Francia. L'episodio non ebbe conseguenze, probabilmente grazie alla sola indulgenza di Napoleone nei confronti di uno suoi uomini più fidati.
Assegnato all'alla sinistra dell'avanguardia della Grande Armée, Lannes si trovò di fronte presso Saalfeld (10 ottobre 1806) le truppe numericamente superiori del principe Luigi Ferdinando di Prussia. Quando si trovò sotto il fuoco dell'artiglieria nemica, contravvenendo agli ordini di non impegnarsi in combattimento fino all'arrivo del grosso dell'ala sinistra al comando del generale Augereau, attaccò i prussiani impegnandoli in una cruenta battaglia e riuscì ad aggirarli sul fianco: il principe Luigi cercò di sventare la manovra impegnandosi personalmente per arginare l'arretramento dei suoi ma fu ucciso in un corpo a corpo con un sottufficiale degli ussari francesi: la battaglia fu così vinta dalle truppe di Lannes, che contarono perdite non superiori ai 200 uomini, contro quasi un migliaio di morti fra i prussiani, oltre 1.500 prigionieri e una cinquantina di cannoni catturati dai francesi. Quattro giorni dopo prese parte attiva alla battaglia di Jena. Qui si distinse in numerose azioni con alterne fortune finché l'intera grande armata non ebbe ragione dei prussiani. Nel novembre dello stesso anno partecipò con il suo corpo d'armata alla Campagna d'inverno contro la Prussia, muovendo nell'armata di circa 80.000 uomini, affidata temporaneamente da Napoleone al cognato Murat, con lo scopo di invadere la Polonia e distruggere l'armata russa del generale Bennigsen.

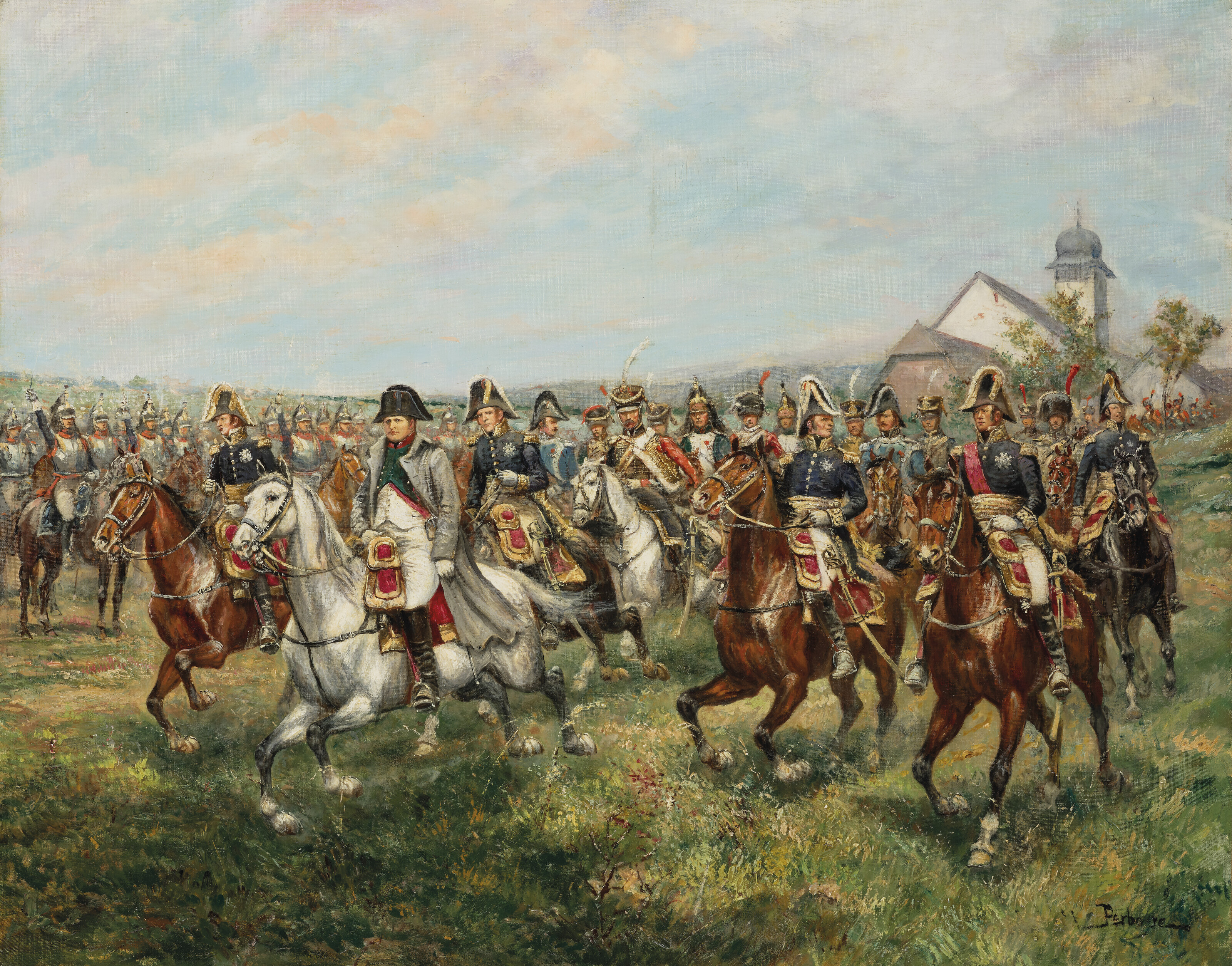
I francesi a Friedland

Il 26 dicembre nei pressi di Pultusk si trovò ad affrontare, con circa 25.000 uomini, le truppe di Bennigsen, forti di 35.000 effettivi ed alcune decine di cannoni. Il combattimento si risolse con la ritirata delle truppe russe quando giunsero a Lannes i rinforzi di un corpo distaccato all'uopo dall'armata del generale Davout. Verso metà giugno 1807 ricevette da Napoleone l'ordine di attaccare con la cavalleria la città di Friedland per impegnare Bennigsen in attesa del resto dell'armata francese. Lannes occupò la vicina cittadina di Posthenen ma fu fermato dall'attacco russo. Poco dopo tuttavia giunsero i rinforzi ed il 14 giugno la battaglia di Friedland fu vinta dai francesi grazie anche all'impegno di Lannes. 
Inviato in Spagna nel 1808 partecipò riluttante a una campagna che non condivideva. Ciononostante il 23 novembre sbaragliò a Tudela le truppe del generale spagnolo Castaños e successivamente riuscì a conquistare la munita fortezza di Saragozza, dopo di che, lasciato il comando al suo generale Suchet, rientrò in Francia per raggiungere la Grande Armée che si apprestava a combattere contro l'Austria.
Il 9 aprile 1809 le truppe austriache dell'arciduca Carlo iniziarono le ostilità contro la Francia. Lannes partecipò alla battaglia di Abensberg-Eckmühl (20-22 aprile) occupando la posizione centrale dello schieramento francese. Il giorno 23 fu determinante per la conquista di Ratisbona. Lannes qui fu protagonista di un episodio singolare di valore. Dopo numerosi assalti della fanteria alle mura della città, respinti dagli assediati austriaci con gravi perdite negli assalitori francesi, lo slancio dei soldati francesi si perse e nessuno ne voleva più sapere di ripartire all'assalto. Lannes allora, gridando che lui era stato granatiere prima di essere generale, si caricò sulle spalle una scala, andò ad appoggiarla alle mura e cominciò a salire. Visto questo, tutto il suo stato maggiore lo seguì e così i soldati, vedendo che addirittura i loro comandanti in capo, con alla testa un Maresciallo dell'Impero, osavano gettarsi personalmente all'assalto delle mura, ripresero coraggio e partirono nuovamente all'attacco. Dopo sanguinosi scontri Ratisbona fu riconquistata dai francesi.

### La morte

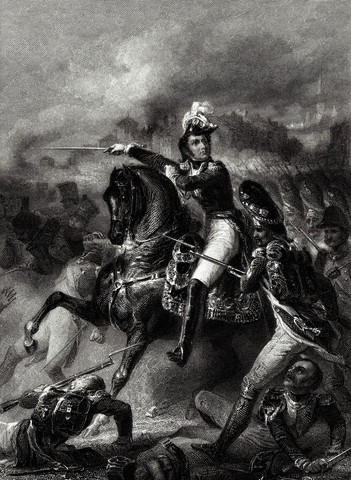
Jean Lannes combattente ad Essling

Il 21 ed il 22 maggio partecipò alla battaglia di Aspern-Essling dove si compì il suo tragico destino. Verso il termine dei combattimenti, quando ormai le truppe francesi stavano vincendo la battaglia, ricevette l'ordine di fermarsi a causa di un'interruzione nella linea dei rifornimenti.
In attesa di ulteriori ordini si sedette su un masso ove fu raggiunto da un colpo di cannone che gli fratturò un ginocchio. Portato nell'infermeria da campo gli fu amputata la gamba destra ma ciò non gli evitò la gangrena che si manifestò l'indomani e lo portò a morte fra atroci dolori dopo una settimana.
Il suo decesso addolorò profondamente l'imperatore, che considerava Lannes uno dei più fedeli, se non il più fedele, dei suoi diretti collaboratori. Durante l'esilio a Sant'Elena Napoleone dedicò, nelle sue memorie, parole di stima ed apprezzamento per il maresciallo Lannes. Di lui disse «L'ho trovato che era un pigmeo e l'ho lasciato che era un gigante». Il corpo di Lannes è inumato al Pantheon di Parigi.

## Discendenza
Lannes si sposò due volte. La prima a Perpignan il 19 marzo 1795 con Paulette Méric, dalla quale divorziò nel 1800 a causa delle sue avventure extraconiugali, e la seconda a Dornes con Louise Antoinette, Contessa di Guéhéneuc.
Dalla prima relazione ebbe un figlio, considerato illegittimo, Jean-Claude Lannes de Montebello (1799 – 1817), nato mentre il padre era occupato nella Campagna d'Egitto e dal quale non ebbe alcuna discendenza.
Dalla seconda, invece, ebbe 4 figli ed una figlia:
- Louis Napoléon (1801 – 1874)
- Alfred-Jean (1802 – 1861)
- Jean-Ernest (1803 – 1882)
- Gustave-Olivier (1804 – 1875)
- Josephine-Louise (1806 – 1889)

Il figlio maggiore, Louis Napolèon, ereditò i titoli del padre e divenne un politico, in particolare Senatore del Secondo Impero Francese, mentre il figlio Gustav-Olivier intraprese con buoni risultati la carriera militare.

## Giudizio storico

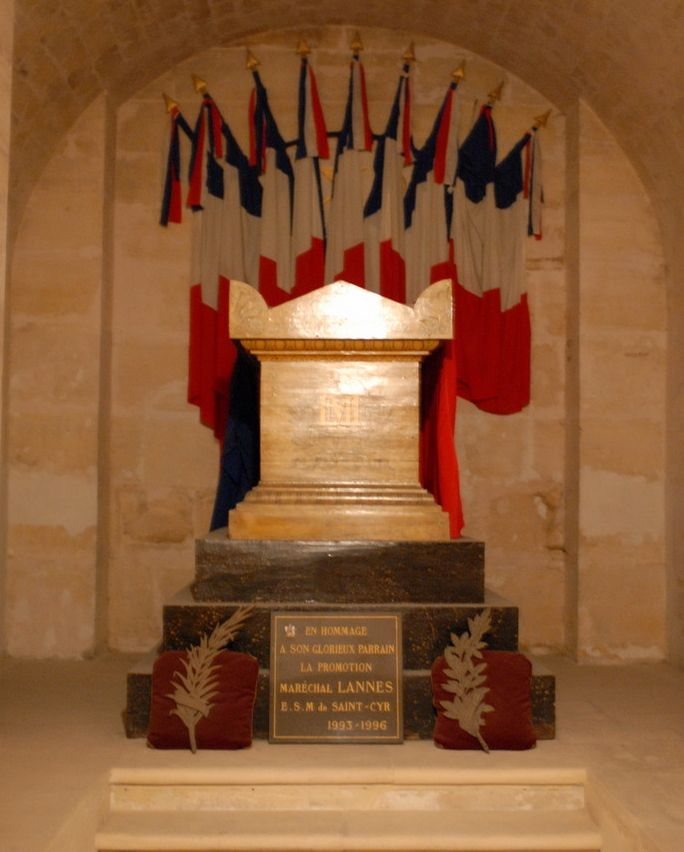
Tomba di Jean Lannes al Panthéon

Lannes era indubbiamente uno dei più capaci marescialli di Napoleone, alla pari con Massena e Davout. Era sempre impiegato nelle manovre che richiedevano la massima risolutezza e audacia, specialmente quando le tattiche di Napoleone dipendevano dalla forza e dal sacrificio di una parte delle sue armate. La fiducia che Napoleone riponeva nei suoi marescialli può essere rintracciata nella frequenza con cui li adoperava per preparare il colpo finale nelle proprie battaglie, come fece con Lannes molteplici volte: le lunghe ore di combattimento che precedevano e rendevano possibile l'assalto finale alle posizioni nemiche, spesso incerte e combattute in inferiorità numerica, venivano affidate ai comandanti più coraggiosi e con migliori capacità di comando.
Lannes fu considerato da Napoleone, dopo la scomparsa di Desaix e alla pari di Duroc, il suo più caro amico, tanto che ai tempi dell'Impero permise a lui di dargli del tu nelle occasioni ufficiali, cosa che era riservata solo a Giuseppina e neppure ai membri della sua famiglia. Per il suo particolare carattere, Napoleone lo chiamava affettuosamente "Orso Lannes". Dopo la sua scomparsa, il vuoto affettivo lasciato da Lannes non fu mai più colmato. Quando erano impegnati in campagna, i due si canzonavano a vicenda, spesso anche di fronte ad altri ufficiali: ad esempio ad Eckmühl, mentre Lannes stava dormendo, Napoleone lo sveglio a calci, mentre Lannes disse, in un'altra occasione che "doveva essere compatito perché aveva una così infelice passione per quella puttana [cette catin]", riferendosi ovviamente a Napoleone.

## Araldica
| Stemma | Descrizione                    | Blasonatura |
| \| \|  | Jean Lannes Duca di Montebello | Al capo di duca dell'impero francese, di verde alla spada sguainata e alzata d'oro. Ornamenti esteriori da duca maresciallo dell'impero francese, cavaliere di Gran Croce dell'Ordine della Legion d'onore. |
|        |                                | |